# Pierre Joseph Desault
Pierre Joseph Desault (ur. 6 lutego 1744 w Vouhenans, zm. 1 czerwca 1795 w Paryżu) – francuski chirurg, twórca pierwszej uniwersyteckiej kliniki chirurgii we Francji. Jako pierwszy opisał typowe złamanie podudzia oraz stosował różne opatrunki unieruchamiające przy złamaniach obojczyka.
Obecnie stosowany opatrunek w przypadku urazów obojczyka i stawu barkowego, polegający na unieruchomieniu poprzez przybandażowanie do klatki piersiowej obojczyka, łopatki, ramienia i przedramienia jest nazywany opatrunkiem Desaulta. Opatrunek ten, wykonany jedynie z bandaża zwany jest „miękkim Desaultem”. W ten sam sposób można go również wykonać z użyciem gipsu.